# Ziegelhütte (Heilsbronn)
Ziegelhütte ist eine Wüstung auf dem Gemeindegebiet der Stadt Heilsbronn im Landkreis Ansbach (Mittelfranken, Bayern).

## Geografie
Die Einöde befand sich auf einer Höhe von 407 m ü. NHN an einem Verkehrsweg, der nach Heilsbronn bzw. an Schönbühl vorbei nach Aich führte. Heute befindet sich an der Stelle der Einöde ein Wohngebäude (Neuendettelsauer Straße 38).

## Geschichte
Gegen Ende des 18. Jahrhunderts gehörte die Ziegelhütte zu Heilsbronn. Die Ziegelei hatte das brandenburg-ansbachische Klosterverwalteramt Heilsbronn als Grundherrn. Unter der preußischen Verwaltung (1792–1806) des Fürstentums Ansbach erhielt die Ziegelhütte die Hausnummer 60 des Ortes Heilsbronn. Von 1797 bis 1808 unterstand der Ort dem Justiz- und Kammeramt Windsbach.
Im Rahmen des Gemeindeedikts wurde Ziegelhütte dem 1808 gebildeten Steuerdistrikt Heilsbronn und der 1810 gegründeten Munizipalgemeinde Heilsbronn zugeordnet. Nach 1882 wurde Ziegelhütte nicht mehr als Gemeindeteil geführt.

## Einwohnerentwicklung
| Jahr      | 001818 | 001836 | 001840 | 001861 | 001871 |
| Einwohner | 7      | 5      | 11     | 10     | 8      |
| Häuser    | 2      | 2      | 1      |        |        |
| Quelle    | [ 7 ]  | [ 8 ]  | [ 9 ]  | [ 10 ] | [ 11 ] |

## Religion
Die Einwohner evangelisch-lutherischer Konfession waren bis 1833 nach St. Michael (Weißenbronn) gepfarrt, seitdem nach St. Marien und St. Jakobus (Heilsbronn).